# 清潭駅
清潭(韓国金取引所)駅（チョンダム(かんこくきんとりひきじょ)えき）は大韓民国ソウル特別市江南区清潭洞にある、ソウル交通公社7号線の駅。駅番号は729。

## 歴史
- 2000年8月1日 - ソウル特別市都市鉄道公社（当時）7号線の駅として開業。
- 2017年5月31日 - ソウル特別市都市鉄道公社とソウルメトロが統合され、ソウル交通公社の駅となる。

## 駅構造

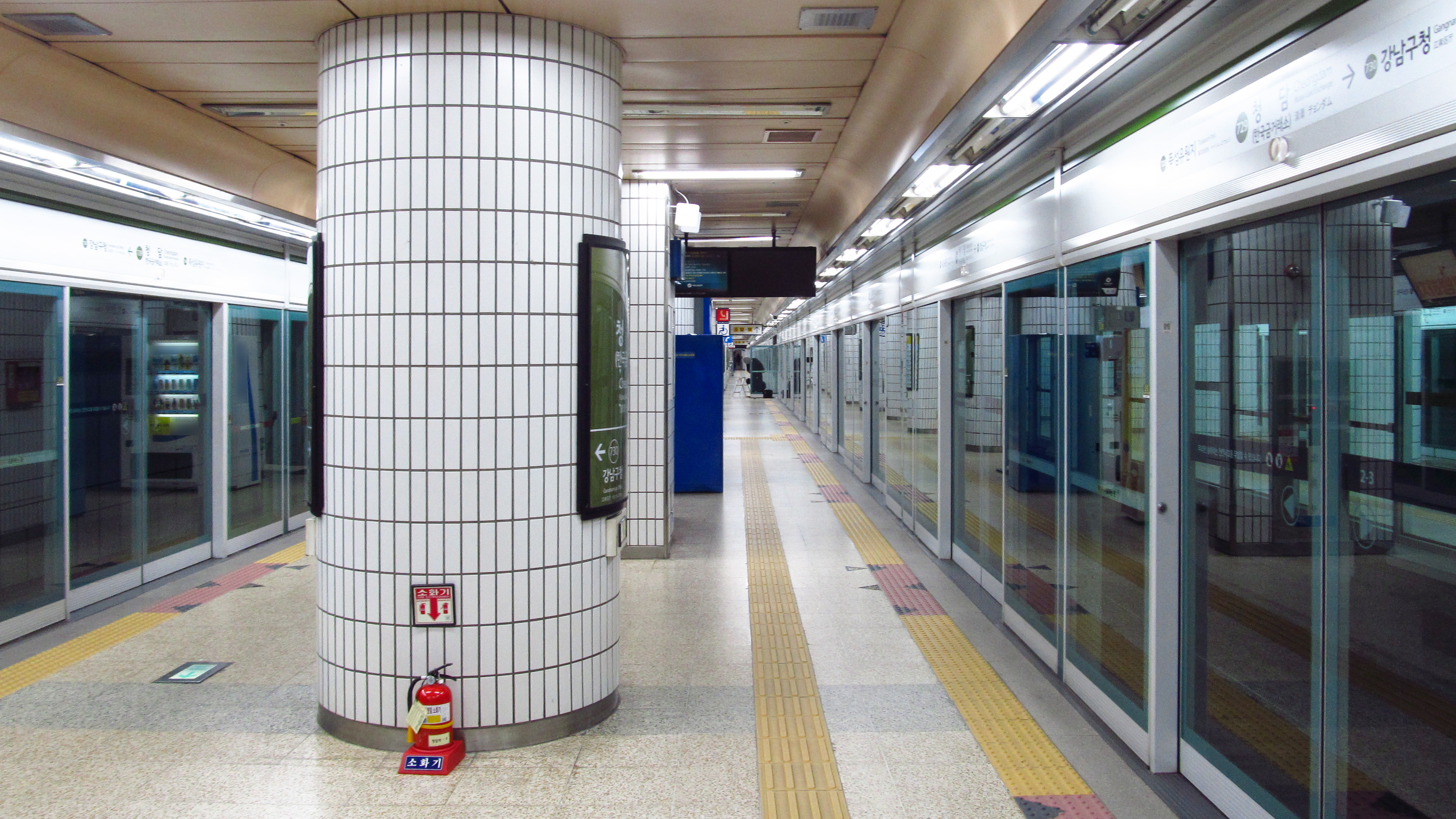
江南区庁方面ホーム（2018年11月）

島式ホーム2面3線を有する地下駅で、フルスクリーンタイプのホームドアが設置されている。中線は終電時間帯の当駅終着列車や回送列車が使用する。改札口に通じる階段はホーム両端にある。
改札口は東側（紫陽寄り）と西側（江南区庁寄り）の2ヶ所ある。化粧室は西側の改札外にある。

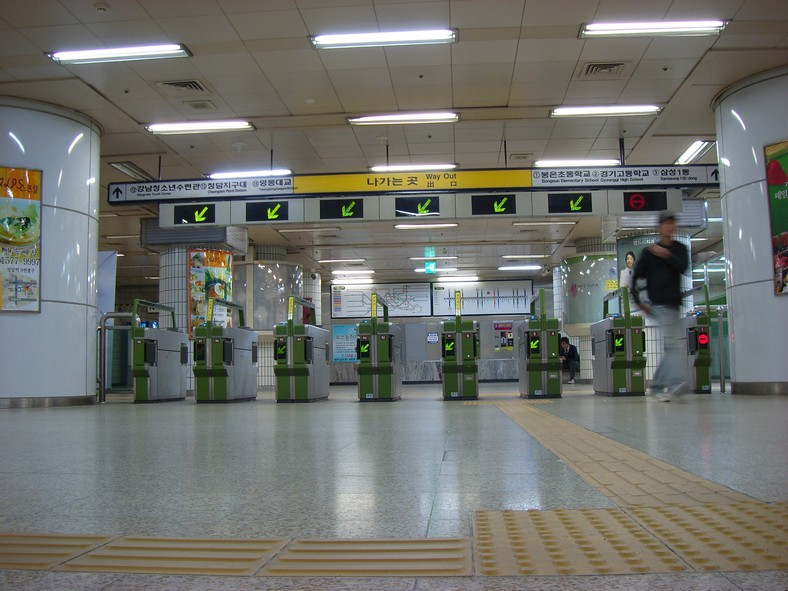
東側の改札口（2007年）

出入口は1番から14番までの合計14ヶ所あり、首都圏電鉄単独の駅としては最も数が多い。
かつて、毎週火・水・木曜日の3日間の午後3時 - 午後8時の間、「5678幸福マーケット」という電車の中で開催される珍しい市場が開かれていた。これは専用の列車（6000系電車）を新内車両事業所から出庫させて当駅の中線に停車し、地方の特産品を扱う市場を開催するというもの。2012年9月28日以降は実施されていない。

### のりば
- 案内上ののりば番号は設定されていない。

| 北側 | 7号線（下り）  | 高速ターミナル・大林・温水・富平区庁方面 |
| 中線 | 当駅終着・回送 | 当駅終着・回送                           |
| 南側 | 7号線（上り）  | 建大入口・上鳳・道峰山・長岩方面         |

## 利用状況
近年の一日平均利用人員推移は下記のとおり。なお、2000年は開業日の8月1日から12月31日までの153日間の平均である。
| 路線  | 路線     | 2000年 | 2001年 | 2002年 | 2003年 | 2004年 | 2005年 | 2006年 | 2007年 | 2008年 | 2009年 | 出典  |
| ----- | -------- | ------ | ------ | ------ | ------ | ------ | ------ | ------ | ------ | ------ | ------ | ----- |
| 7号線 | 乗車人員 | 14,060 | 18,621 | 20,472 | 21,456 | 21,619 | 22,232 | 23,215 | 23,520 | 24,004 | 24,383 | [ 2 ] |
| 7号線 | 降車人員 | 15,518 | 20,977 | 23,287 | 24,612 | 24,836 | 26,023 | 27,017 | 27,676 | 28,319 | 28,405 | [ 2 ] |
| 7号線 | 乗降人員 | 29,578 | 39,598 | 43,759 | 46,068 | 46,455 | 48,255 | 50,232 | 51,196 | 52,323 | 52,788 | [ 2 ] |
| 路線  | 路線     | 2010年 | 2011年 | 2012年 | 2013年 | 2014年 | 2015年 |        |        |        |        | [ 2 ] |
| 7号線 | 乗車人員 | 25,233 | 26,234 | 26,167 | 24,831 | 24,308 | 21,934 |        |        |        |        | [ 2 ] |
| 7号線 | 降車人員 | 29,227 | 30,308 | 29,995 | 28,322 | 27,524 | 25,185 |        |        |        |        | [ 2 ] |
| 7号線 | 乗降人員 | 54,460 | 56,542 | 56,162 | 53,153 | 51,832 | 47,119 |        |        |        |        | [ 2 ] |

## 駅周辺
- 江南区庁少年会館
- 江南税務署
- 京畿高等学校
- 奉恩中学校（朝鮮語版）
- ソウル奉恩初等学校（朝鮮語版）
- SMエンタテインメント
- ネガネットワーク
- ソウル精愛学校（朝鮮語版）
- 永東大橋（朝鮮語版）
- 進興アパート
- 清潭公園（朝鮮語版）
- 清潭道路公園
- ティファニー観光ホテル
- 江南区保健所
- 奉恩寺

## 隣の駅
ソウル交通公社
 7号線
紫陽駅 (728) - 清潭駅 (729) - 江南区庁駅 (730)